# Udea angustalis
Udea angustalis là một loài bướm đêm trong họ Crambidae.